# II Międzynarodowe Klubowe Zawody Spadochronowe Gliwice 1976
 II Międzynarodowe Klubowe Zawody Spadochronowe Gliwice 1976 – odbyły się 13–16 maja 1976. Gospodarzem Mistrzostw był Aeroklub Gliwicki, a organizatorem Sekcja Spadochronowa Aeroklubu Gliwickieg. Patronat nad Zawodami sprawowało Towarzystwo Miłośników Ziemi Gliwickiej. Do dyspozycji skoczków był samolot An-2TD SP-ANW. W czasie tych zawodów po raz pierwszy rozegrano konkurencję skoków zespołowych z zejściem się w czasie spadania z zamkniętym spadochronem trzech skoczków. Niepokonanymi w tej konkurencji byli skoczkowie gliwiccy Jan Bober, Ryszard Kopijczuk i Edward Miler. Skoki wykonywano z wysokości 1000 m i opóźnieniem 0–5 sekund.

## Rozegrane kategorie
Zawody rozegrano w dwóch kategoriach spadochronowych:
- Indywidualnie celność lądowania
- Drużynowo[b].

Źródło: 

## Medaliści
Medalistów II Międzynarodowych Klubowych Zawodów Spadochronowych Gliwice 1976 podano za: Jan Isielenis, Archiwum Sekcji Spadochronowej Aeroklubu Gliwickiego, 1976. Brak numerów stron w książce
| Konkurencja                     | Złoto               | Srebro            | Brąz                 |
| Indywidualnie celność lądowania | W. Gajecki          | Jan Bober         | Witold Lewandowski   |
| Drużynowo                       | Aeroklub Gliwicki I | Aeroklub Prešov I | Aeroklub Gliwicki II |

## Uczestnicy zawodów
Uczestników II Międzynarodowych Klubowych Zawodów Spadochronowych Gliwice 1976 podano za: Jan Isielenis, Archiwum Sekcji Spadochronowej Aeroklubu Gliwickiego, 1976. Brak numerów stron w książce
W zawodach brało udział 24 zawodników.

1. Ryszard Kopijczuk (Aeroklub Gliwicki)
2. Jan Bober (Aeroklub Gliwicki)
3. Andrzej Młyński (Aeroklub Gliwicki)
4. Jan Strzałkowski (Aeroklub Gliwicki)
5. Andrzej Grabania (Aeroklub Gliwicki)
6. Jerzy Hercuń (Aeroklub Gliwicki)
7. Witold Lewandowski (Aeroklub Gliwicki)
8. Edward Miler (Aeroklub Gliwicki)
9. Mieczysław Marsula (Aeroklub Gliwicki)
10. Józef Lewcuń (Aeroklub Gliwicki)
11. Zdenek (Aeroklub Prešov)
12. Jaigiozowa (Aeroklub Prešov)
13. Iwanowa (Aeroklub Prešov)
14. Frantisek Podraczky (Aeroklub Prešov)
15. Karol Malinowsky (Aeroklub Prešov)
16. Wladislav Platko (Aeroklub Prešov)
17. Osowski
18. Andrzej Cupiał (Aeroklub Częstochowski)
19. W. Gajecki (Aeroklub Częstochowski)
20. E. Sztuka
21. Stojczo Nalbanov (Aeroklub Prešov)
22. Jangiożov (Aeroklub Prešov)
23. Benev (Aeroklub Prešov)
24. Zlatev (Aeroklub Prešov).

## Wyniki zawodów
Wyniki II Międzynarodowych Klubowych Zawodów Spadochronowych Gliwice 1976 podano za: Jan Isielenis, Archiwum Sekcji Spadochronowej Aeroklubu Gliwickiego, 1976. Brak numerów stron w książce
W zawodach wzięły udział reprezentacje aeroklubów z dwóch krajów:  Czechosłowacja i  Polska.
Klasyfikacja indywidualna (celność lądowania):
- I miejsce – W. Gajecki (Aeroklub Częstochowski)
- II miejsce – Jan Bober (Aeroklub Gliwicki)
- III miejsce – Witold Lewandowski (Aeroklub Gliwicki).

Klasyfikacja drużynowa:
- I miejsce – Aeroklub Gliwicki I (Jerzy Hercuń, Witold Lewandowski, Edward Miler[1])
- II miejsce – Aeroklub Prešov I – Czechosłowacja
- III miejsce – Aeroklub Gliwicki II (Jan Bober, Ryszard Kopijczuk, brak danych).